# Sam Demel
Pour les articles homonymes, voir Demel.
Samuel Vincent Demel, né le 23 octobre 1985 à Channelview (Texas aux États-Unis), est un joueur américain de baseball qui a évolué en Ligue majeure de 2010 à 2012 pour les Diamondbacks de l'Arizona.

## Carrière
Après des études secondaires à la Spring High School de Spring (Texas), Sam Demel est drafté le 7 juin 2004 par les Rangers du Texas au 35e tour de sélection. Il repousse l'offre et suit des études supérieures à la Texas Christian University où il porte les couleurs des TCU Horned Frogs de 2005 à 2007.
Il rejoint les rangs professionnels à l'issue de la draft du 7 juin 2007 au cours de laquelle il est sélectionné par les Athletics d'Oakland au troisième tour. Il perçoit un bonus en dollars à la signature de son premier contrat professionnel le 26 juin 2007.
Encore joueur de ligues mineures, il est échangé le 15 juin 2010 aux Diamondbacks de l'Arizona en retour du voltigeur Conor Jackson.
Dès son arrivée dans l'organisation des Diamondbacks, il dispute son premier match le 16 juin 2010 face aux Red Sox de Boston. Il remporte sa première victoire en carrière le 9 août, sur les Brewers de Milwaukee et obtient le lendemain son premier sauvetage dans un gain des Diamondbacks contre la même équipe. Il termine sa première saison avec deux matchs gagnés contre un perdu, deux sauvetages et une moyenne de points mérités de 5,35 en 37 manches lancées en 37 matchs.
En 2011, Demel est envoyé 34 fois au monticule par Arizona et maintient une moyenne de points mérités en 25 manches et deux tiers lancées. Il remporte deux victoires et subit deux défaites. Demel ne joue qu'un match pour les Diamondbacks en 2012 et passe le reste de la saison dans les mineures avec les Aces de Reno. Le 1er novembre 2012, il passe aux Astros de Houston via le ballottage. Le ballottage l'envoie par la suite chez les Yankees de New York le 27 mars 2013.

## Statistiques
| Saison | Équipe  | G  | GS | CG | SHO | V | D | SV | IP   | SO | ERA  |
| ------ | ------- | -- | -- | -- | --- | - | - | -- | ---- | -- | ---- |
| 2010   | Arizona | 37 | 0  | 0  | 0   | 2 | 1 | 2  | 37.0 | 33 | 5,35 |
| Totaux | Totaux  | 37 | 0  | 0  | 0   | 2 | 1 | 2  | 37.0 | 33 | 5,35 |

Note : G = Matches joués ; GS = Matches comme lanceur partant ; CG = Matches complets ; SHO = Blanchissages ; 
V = Victoires ; D = Défaites ; SV = Sauvetages ; IP = Manches lancées ; SO = Retraits sur des prises ; ERA = Moyenne de points mérités.